# ملک آباد، سوات
ملک‌آباد (به انگلیسی: Malakabad) یک منطقهٔ مسکونی در پاکستان است که در خیبر پختونخوا واقع شده‌است.